# Cheile Baciului
Cheile Baciului alcătuiesc o arie protejată de interes național ce corespunde categoriei a IV-a IUCN (rezervație naturală de tip mixt), situată în județul Cluj, pe teritoriul administrativ al orașului Cluj Napoca.
Aria naturală protejată, cu o suprafață de 3 ha, se află în nordul Pădurii Hoia și este străbătută de pâraiele Valea Lungă și Valea Popești. Rezervația naturală reprezintă o zonă de chei săpate în calcare eocene, cu o deosebită importanță geologică (stâncării), paleontologică (depozite fosilifere și botanică (păduri în amestec, ierburi, vegetație de stâncă). 